# Qobuz
Qobuz ist ein französisches Online-Musikstreaming- und Downloadunternehmen mit Sitz in Paris, dessen Service neben Frankreich u. a. in Belgien, Deutschland, Großbritannien, Irland, Italien, Luxemburg, den Niederlanden, Österreich, der Schweiz, Spanien, Skandinavien, den USA und Kanada sowie Lateinamerika, Australien und Neuseeland verfügbar ist.

## Geschichte und Eigentümerstruktur
Das Unternehmen wurde 2007 von Yves Riesel und Alexandre Leforestier gegründet und zunächst durch Venture Capital-Investoren mit insgesamt ungefähr 13 Mio. € unterstützt. Anfang November 2015 wurde für das Unternehmen ein Insolvenzverfahren eingeleitet, nachdem trotz steigender Abonnentenzahl keine Anschlussfinanzierung gefunden wurde. Ende Dezember 2015 erwarb Xandrie, eine französische digitale Vertriebsplattform, das Geschäft aus der Insolvenz.
Im Juni 2020 gab Qobuz die Unterzeichnung einer finanziellen und industriellen Partnerschaft mit Quebecor bekannt. Aus diesem Zusammenschluss ging QUB Music hervor, eine Streaming-Plattform, die von der Firma Quebecor in Quebec neu eingeführt wurde.

## Angebot
Qobuz bietet zwei kostenpflichtige, werbefreie Abonnements (Qobuz Studio und Qobuz Sublime) in jeweils drei Varianten (Solo=1 Nutzer, Duo=2 Nutzer und Family=6 Nutzer) an. Qobuz Studio bietet HiRes-Streaming, die Variante Qobuz Sublime zusätzlich Preisnachlässe beim Kauf digitaler Musik.
Das Streaming kann über einen webbasierten Player, einen Desktop-Player (Windows und macOS), eine mobile App (Apple iOS und Android) oder mittels Streaming-Clients von Audio-Geräten erfolgen. Mit Hilfe von Wine ist die Windows-Version des Qobuz Desktop Players auch unter GNU/Linux nutzbar.
Neben dem Streaming bietet Qobuz auch Musik zum Download an und war hierbei der weltweit erste Service, der seinen Nutzern den Download nicht nur in CD- (16 Bit), sondern auch in Hi-Res-Qualität (24 Bit) ermöglichte. Seit 2015 ist auch das Streaming von gekaufter Musik in Hi-Res-Qualität für einen Großteil des Musikkatalogs im Rahmen des Abonnements Qobuz Sublime bei Qobuz möglich.
Zusätzlich zu den Musikangeboten verfügt Qobuz über eine Sammlung von Hintergrundinformationen sowie 500.000 (Stand: 2022) Album-Rezensionen. In einem Musik-Webzine werden Künstlerinterviews und -porträts, Podcasts, Blogs und Neuigkeiten bereitgestellt sowie Abspielgeräte mit Qobuz-Integration besprochen.
Im April 2020, während der COVID-19-Pandemie, startete Qobuz eine Kampagne zur Unterstützung der Künstler und spendet die Gesamtheit seiner Einnahmen aus dem ersten Monat eines jeden neuen Abschluss seiner Streaming-Abonnements an die Rechteinhaber.
Im Juni 2020 zog Qobuz sein MP3-Streamingabonnement zurück, um sich auf verlustfreie Streaming-Qualitäten zu konzentrieren. Alle Qobuz-Abonnements bieten Zugang zu CD-Qualität und hochauflösendem Audio (Hi-Res). Dennoch bleibt die Möglichkeit des MP3-Hörens bestehen, um Speicherplatz zu sparen oder um weniger Bandbreite zu verbrauchen.
Im November 2020 wurde die Abonnement-Struktur um ein Familienangebot, Qobuz Family, ergänzt, wobei ein Abonnement mit sechs Einzelkonten verknüpft werden kann.
Im Januar 2022 erfolgt mit Qobuz Duo eine Erweiterung um ein Variante für zwei Nutzer.
Im Oktober 2024 erweitert Qobuz sein Angebot um die Audio-Formate DSD (Direct Stream Digital) und DXD (Digital eXtreme Definition). Im selben Monat startet das Unternehmen ein spezielles Rabattangebot für Studierende.

## Standorte und Verfügbarkeit
Im Dezember 2013 weitete Qobuz sein Angebot auf Belgien, Niederlande, Luxemburg, Vereinigtes Königreich, Irland, Deutschland, Österreich und die Schweiz sowie im Jahr 2017 auf Spanien und Italien aus.
2019 eröffnete Qobuz seine Niederlassung in New York.
Ab April 2021 werden die Dienste in Schweden, Dänemark, Norwegen, Finnland, Australien und Neuseeland angeboten. Im Mai 2022 öffnete Qobuz seine Aktivitäten im südamerikanischen Markt (Brasilien, Mexiko, Argentinien, Kolumbien, Chile) sowie Portugal und seit April 2023 ist Qobuz auch in Kanada verfügbar.
Ebenfalls im Oktober 2024 öffnete Qobuz seine Dienstleistungen für den japanischen Markt.

## Geräteunterstützung
Qobuz ermöglicht das Streaming verlustfreier FLAC-Dateien mit bis zu 24-Bit/192 kHz, die von Labels und Rechteinhabern bereitgestellt werden, auf allen gängigen Hi-Fi-Marken auf dem Markt und ist in eine Vielzahl dieser nativ integriert.
Seit Januar 2019 ist Qobuz über den multifunktionalen Musikplayer Roon verfügbar.
Im Januar 2020 integriert der britische Hi-Fi-Spezialist Naim Audio Qobuz in seine Hardware für Besitzer der Systeme Uniti Atom, Star & Nova sowie der Netzwerkplayer ND5 XS2, NDX 2 und ND 555. Am 15. Juni 2020 wurde ein neues Update für die Funksysteme Mu-so 2nd Generation und Mu-so Qb 2nd Generation veröffentlicht.
Seit März 2021 ist Qobuz die erste Musikplattform, die hochauflösendes 24-Bit-Audiostreaming auf Sonos, einem Connected-Wireless-Audio-System, anbietet.

## Musikkatalog
Der Musikkatalog umfasst rund 100 Millionen Titel (2014 waren es 18 Millionen, 2013 13 Millionen). 2018 bietet Qobuz mit 70.000 Alben nach eigenen Angaben die weltweit größte Auswahl an Alben in Hi-Res 24-Bit-Qualität.
Rund 28.000 Major- und Independence-Label und -Produzenten sind im Musikkatalog vertreten, darunter Universal und die dazugehörige Deutsche Grammophon, SONY BMG, Warner, EMI, Harmonia Mundi, ECM, Naxos, Idol, Because etc.
Die Musiktitel werden verlustfrei in den Formaten FLAC, Apple Lossless oder Windows Media Audio angeboten.

## Name
Der Name der Website leitet sich von dem traditionellen Musikinstrument qobyz aus Zentralasien und Kasachstan ab, einer Art Laute mit zwei Pferdehaarsaiten, das mit einem Bogen gespielt wird und über übernatürliche Kräfte verfügen soll.

## Weblink
- www.qobuz.com